# Aldemar de Oliveira
Nena, właśc. Aldemar Fernandes de Oliveira (ur. 3 kwietnia 1909 w Petrópolis, zm. ?) – piłkarz brazylijski grający na pozycji środkowego pomocnika.

## Kariera klubowa
Nena występował w klubie CR Vasco da Gama w latach 1934–1936. Z Vasco da Gama dwukrotnie zdobył mistrzostwo stanu Rio de Janeiro – Campeonato Carioca w 1934 i 1936 roku.

## Kariera reprezentacyjna
W reprezentacji Brazylii Nico zadebiutował 24 lutego 1935 w wygranym 2-1 meczu z argentyńskim klubem River Plate. Był to udany debiut, gdyż Nena strzelił pierwszą bramkę. Był to jedyny jego występ w reprezentacji.